# Biblioteca de Catalunya

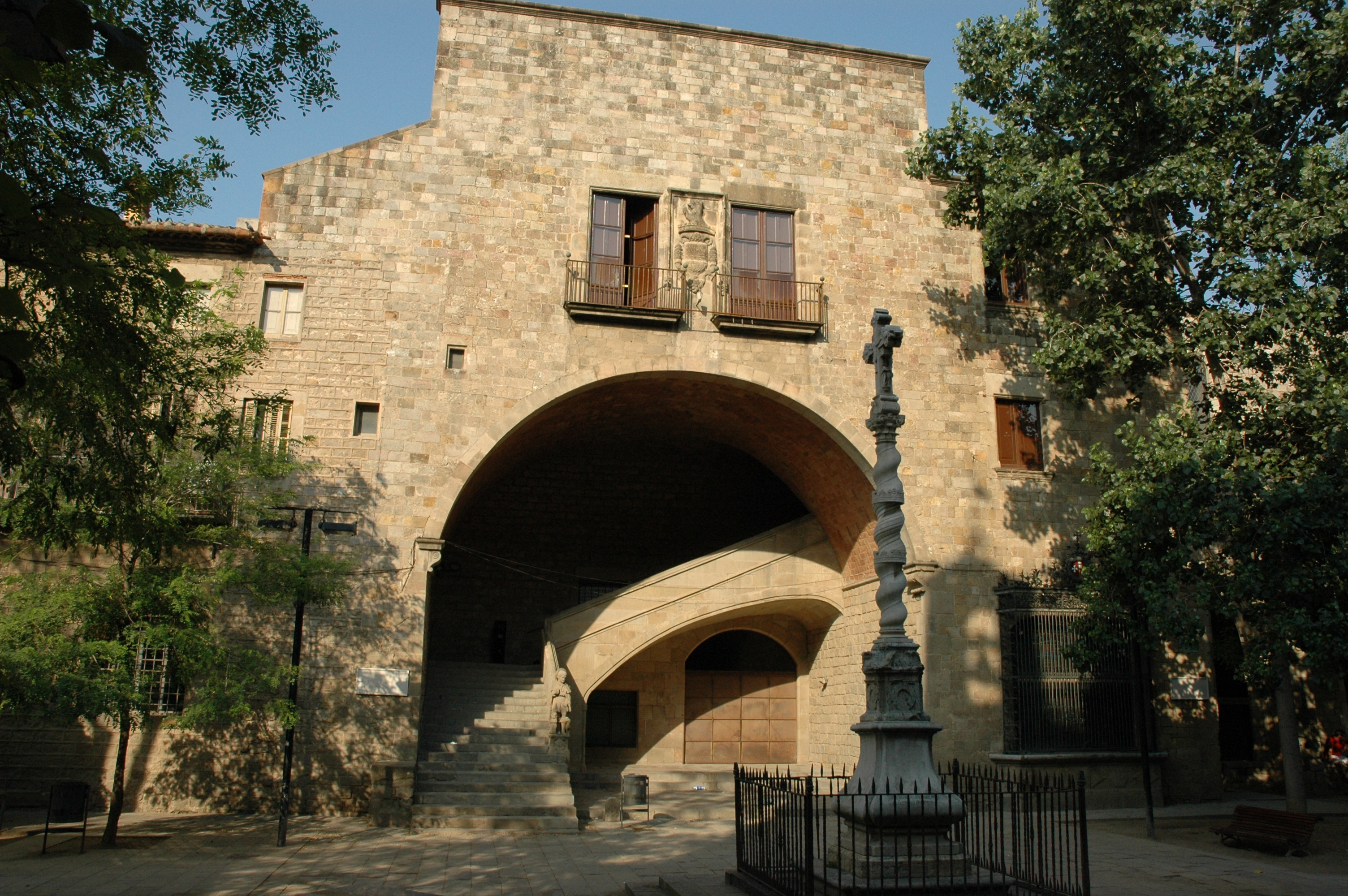
Biblioteca de Catalunya – Eingangsbereich

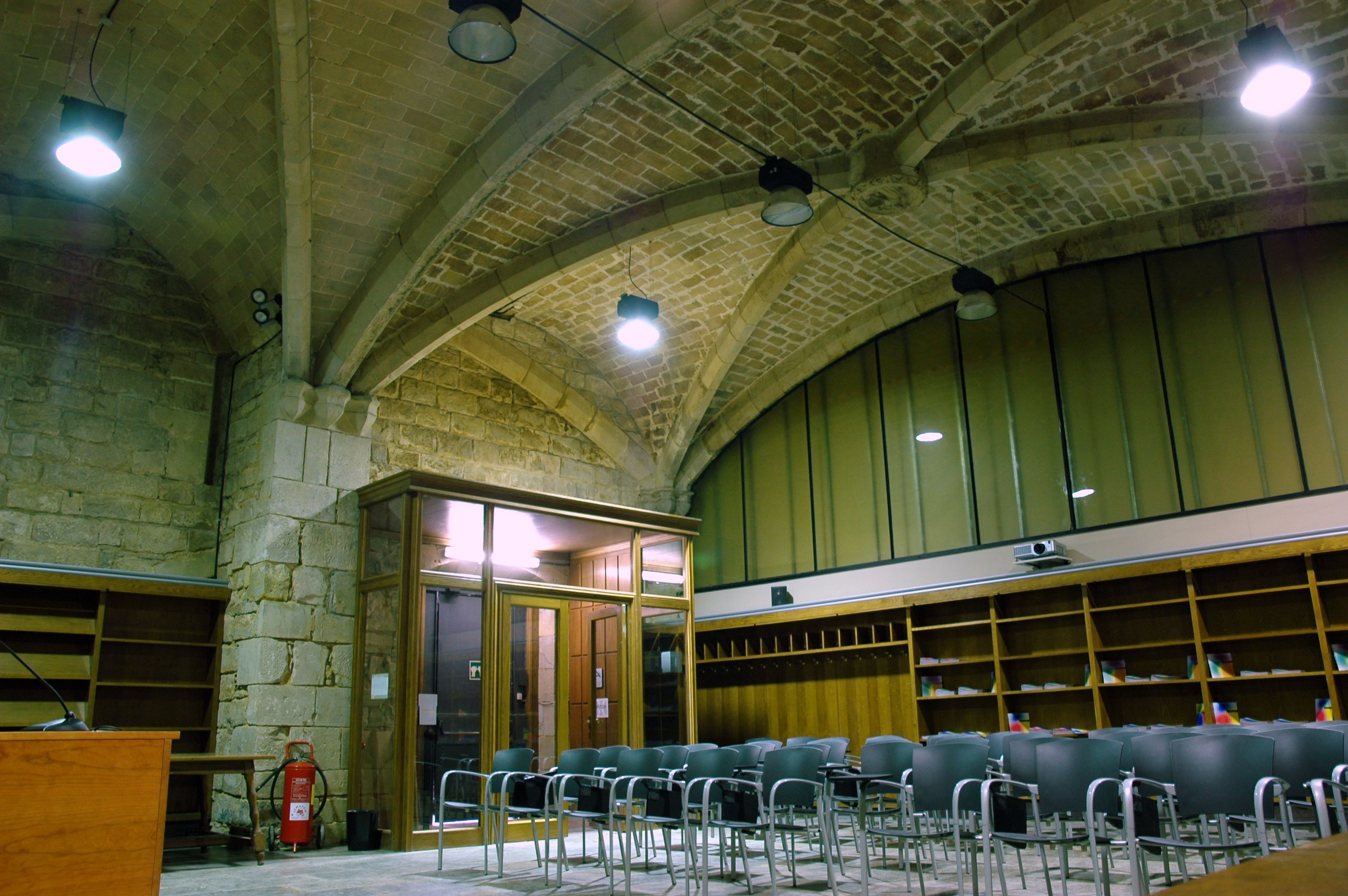
Biblioteca de Catalunya – Gotischer Saal im Erdgeschoss

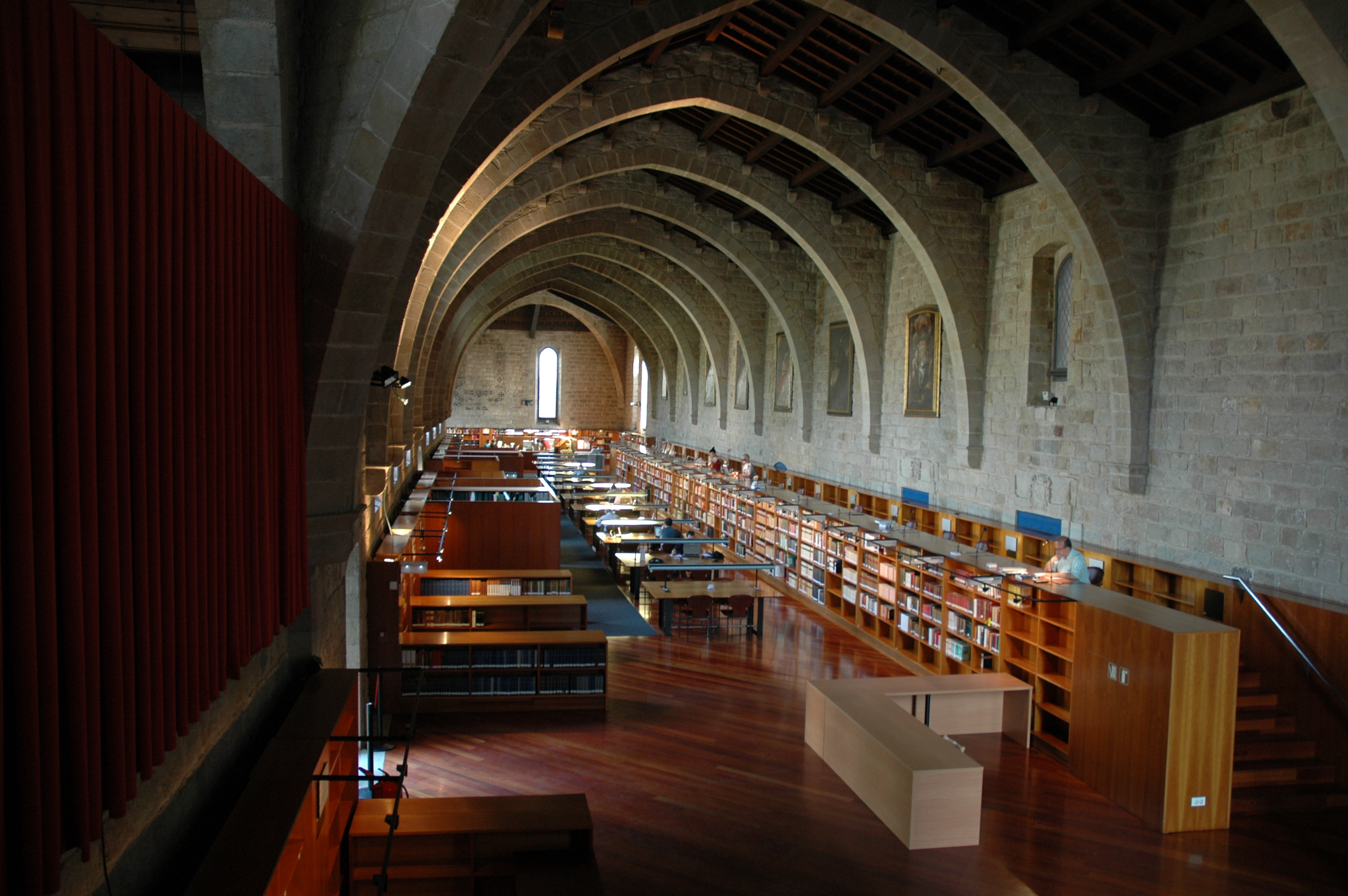
Biblioteca de Catalunya – Lesesaal im Ostflügel (ehemaliger Männer-Krankensaal)

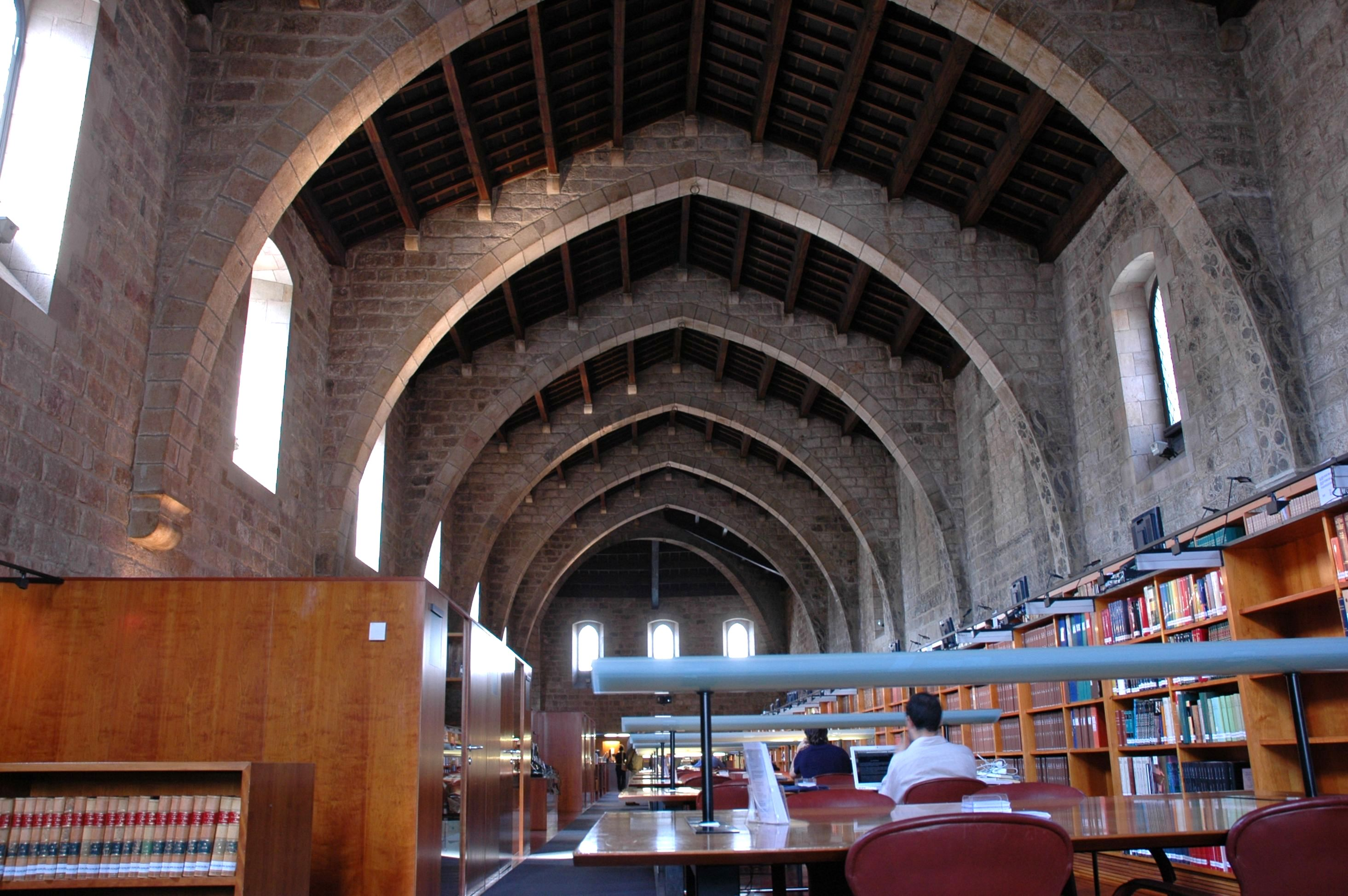
Biblioteca de Catalunya – Alter Krankensaal. Dieser Saal (im Nordflügel) war der einzige restaurierte Raum als die Bibliothek 1940 neu eröffnete.

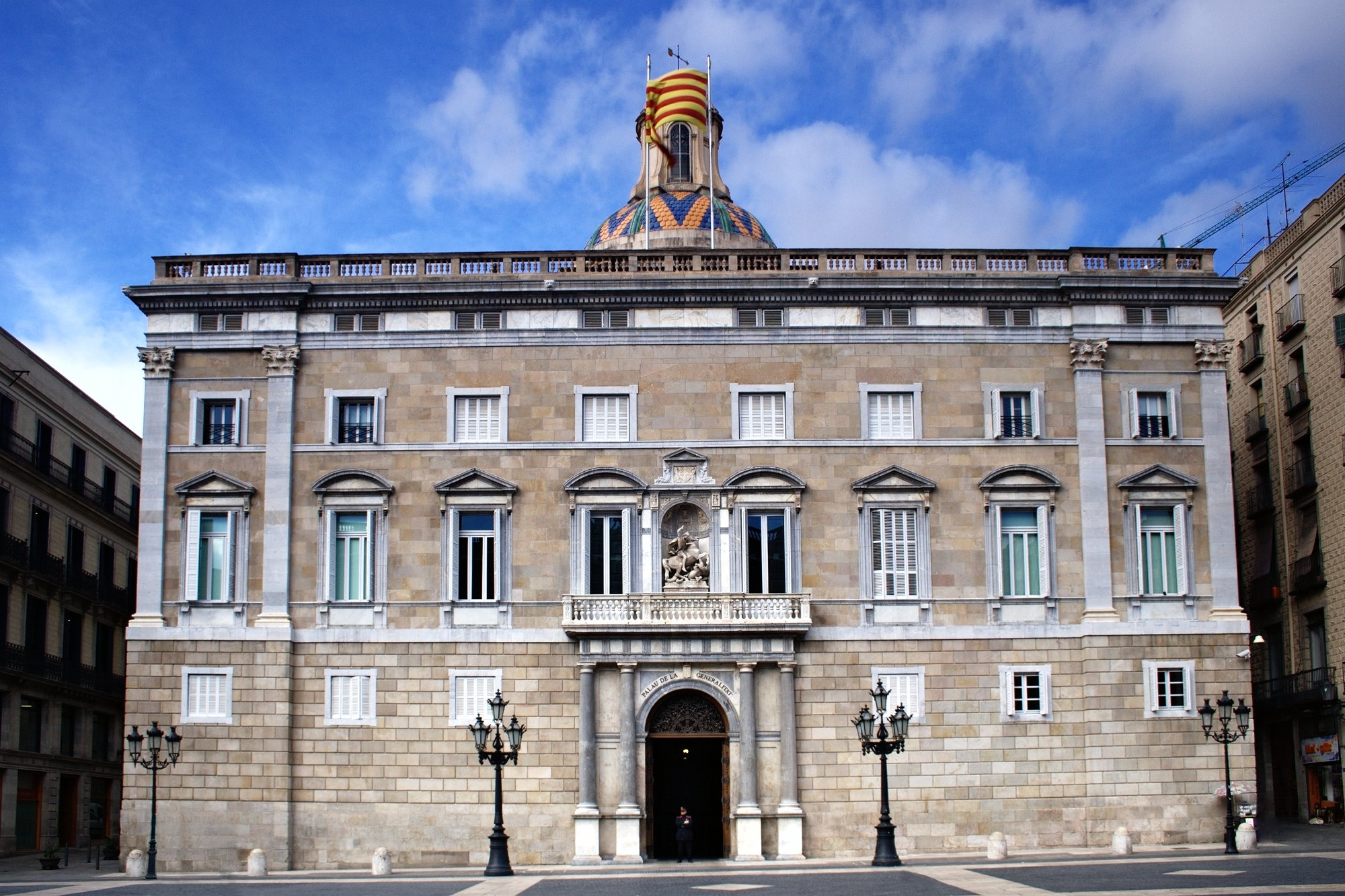
Biblioteca de Catalunya – Der ursprüngliche Sitz der Bibliothek im Palau de la Generalitat de Catalunya

Die Biblioteca de Catalunya (auch Biblioteca Nacional de Catalunya) ist eine katalanische Kulturinstitution mit Sitz in Barcelona, deren prinzipielle Aufgabe in der Sammlung, Aufbewahrung und Verfügbarhaltung von gedruckten, auditiven und visuellen Produkten, die in katalanischer Sprache verfasst sind oder die inhaltlich auf die katalanischen Länder und deren Kultur referieren. Hierbei werden einerseits Kulturdokumente, die in Katalonien oder den katalanischen Ländern selbst verfasst sind, und andererseits Kulturdokumente, die außerhalb der katalanischen Länder erstellt wurden, gesammelt, erfasst und der Allgemeinheit verfügbar gemacht. Die Biblioteca de Catalunya fungiert gemäß dem Bibliotheksgesetz von 1981 als öffentliche Nationalbibliothek Kataloniens.

## Geschichte und Lokalitäten
Die Biblioteca de Catalunya wurde 1907 durch Enric Prat de la Riba, den ersten Präsidenten von Katalonien, als Bibliothek des Institut d’Estudis Catalans („Biblioteca de l’Institut d’Estudis Catalans“) gegründet. Sie wurde ab dem 28. Juli 1908 zunächst im 2. Obergeschoss in den Räumen der juristischen Abteilungen im historischen Palau de la Generalitat, dem heutigen Sitz der katalanischen Landesregierung, eingerichtet. 1911 wurde in diesen Räumen die erste Freihandbibliothek der katalanischen Länder, ja sogar der gesamten iberischen Halbinsel der Öffentlichkeit zur Verfügung gestellt. Am 28. Mai 1914 wurde die Bibliothek in all ihren Funktionen der Öffentlichkeit zugänglich gemacht. Im Jahr 1922 fasste der damalige Kulturdezernent der Stadt Barcelona Lluís Nicolau d’Olwer wegen Platzmangel den Plan, die „Biblioteca de Catalunya“ in das aus dem 15. Jahrhundert stammende gotische Gebäude „Hospital de la Santa Creu“ umzuziehen. Die Diktatur Primo de Riveras unterbrach zunächst die Verfolgung dieses Projektes, das erst ab 1930 wieder aufgenommen wurde. 1926 kaufte die Stadt Barcelona dieses Gebäude an und restaurierte es. Dieses Gebäude beherbergte von 1401 bis 1926 das Hauptkrankenhaus der Stadt Barcelona. Am 13. März 1931 erteilte die Stadtverwaltung der Bibliothek die Nutzungsberechtigung für dieses historische Gebäude. Am 3. Juni 1936 wurde dieses Gebäude zum kunsthistorisch wichtigen nationalen Bauwerk erklärt. Der zu diesem Zeitpunkt noch immer amtierende erste Direktor der Bibliothek, Jordi Rubió i Balaguer plante in diesem Gebäude die Neuorganisation der Bibliothek. 1936 eröffnete er den ersten Lesesaal, die sogenannte „Sala Cervantina“. Bedingt durch den kurz danach ausbrechenden Spanischen Bürgerkrieg konnte er den Umzug und die Neuorganisation nicht vollenden. Während des Bürgerkrieges ab 1936, als die Bibliothek für den Publikumsverkehr geschlossen war, wurden in einer Rettungsaktion unter Leitung der Bibliothek und der katalanischen Landesregierung (Generalitat) circa 300.000 Bücher und Dokumente vom „Palau de la Generalitat“ in das „Hospital de la Santa Creu“ umgezogen. Am 20. Februar 1940 wurde die Bibliothek unter dem neuen Direktor Felip Mateu i Llopis für das Publikum wieder eröffnet.
Für die Bibliothek gab es gravierende Änderungen hinsichtlich der Ziele und Funktionen in der Diktatur Primo de Riveras und noch stärker in der Zeit des Frankismus. Während beider Phasen, konkret von 1928 bis 1930 sowie nach dem Spanischen Bürgerkrieg von 1939 bis 1973 führte die Bibliothek den Namen „Biblioteca Central de Catalunya“. 1939 wurde der erste Direktor der Bibliothek Jordi Rubió von den Frankisten seines Amtes enthoben. Die Bibliothek selbst wurde in eine Institution ohne jede nationale Mission umgewandelt. Sie diente nur noch als Ergänzungsbibliothek für die anderen öffentlichen und Universitäts-Bibliotheken Kataloniens. Der bibliografische Fundus konnte in dieser Zeit nur durch Schenkungen aus dem Bürgertum erweitert werden.
Mit dem Bibliotheksgesetz von 1981 wurde die „Biblioteca de Catalunya“ wieder in den Rang der Nationalbibliothek Kataloniens erhoben. Sie erhielt die klare Bestimmung, katalanisches Kulturgut zu sammeln, zu ordnen und dieses Wissenschaftlern wie auch der interessierten Öffentlichkeit zur Verfügung zu stellen. Das Gesetz zur Systematisierung von Bibliotheksgut in Katalonien von 1993 gibt für diese Aufgabe folgende Bereiche vor, nach denen die Bibliothek seit 1994 organisiert ist.
1. Die Bibliothek (Sammlung und Archivierung von Buchmedien).
2. Die Sammlung von Grafiken und Drucken.
3. Die Hemerothek (Sammlung und Archivierung von Zeitschriften und Periodika).
4. Die Phono- und die Videothek (Sammlung von Ton- und Bilddokumenten).

1998 wurde das Zentralgebäude umgebaut und erweitert. Die gotischen Schiffe wurden restauriert. Das Zentralgebäude wurde um vier Untergeschosse, die zusammen circa 40 Kilometer Regale enthalten, und um einen benachbarten Funktionsbau erweitert. In dem Zentralgebäude stehen dem Publikum heute drei gotische Lesesäle zur Verfügung. Neben dem zentralen Standort „Hospital de la Santa Creu“ besitzt die Biblioteca de Catalunya mehrere externe Standorte in Barcelona und in Hospitalet de Llobregat.
Ab 2000 wurde mit der digitalen Erfassung und der Digitalisierung des Bibliotheksbestandes begonnen. Die „Biblioteca de Catalunya“ unterstützt das Projekt Europeana, das die Digitalisierung von europäischem Kulturgut zum Ziel hat. Sie nimmt auch an dem VIAF-Projekt, der Erstellung einer virtuellen, internationalen Normdatei für Personendaten, teil.
Strategisch peilt die „Biblioteca de Catalunya“ folgende Ziele an:
1. Eine deutliche Stärkung der Digitalisierung im Bibliothekswesen
2. Steigerung der Zukäufe von katalanischem Kulturgut
3. Vergrößerung der Sammlungen der Bibliothek

Die „Biblioteca de Catalunya“ hat eine andere Entstehungsgeschichte als viele andere europäische Zentralbibliotheken. Diese waren oft das Resultat einer Transformation königlicher, kirchlich-klösterlicher oder auch großer Privat-Bibliotheken. Die „Biblioteca de Catalunya“ dagegen ist organisatorisch wie material über zahlreiche Schenkungen rein aus dem katalanischen Bürgertum heraus entstanden.

## Bedeutung im kulturpolitischen Umfeld Kataloniens
Der Rahmenvertrag der katalanischen Kulturinstitutionen und der Politik vom 14. Oktober 1985 (auch „pact cultural“ genannt) sieht die Einrichtung eines obersten Verwaltungsrates der Bibliotheken Kataloniens vor. In der Leitung dieser Organisation sind vertreten: 1.) Die katalanische Landesregierung (Generalitat de Catalunya). 2.) Die Kreisverwaltung von Barcelona (Diputació de Barcelona) und 3.) Die Leitung der Biblioteca de Catalunya, die ihrerseits aus Vertretern der Landesregierung, der Stadt Barcelona und des Institut d’Estudis Catalans besteht. Gemäß dem „pact cultural“ werden die zentralen Bibliotheken Barcelonas mit dem Netz der lokalen Bibliotheken von ganz Katalonien koordiniert.

## Ausstattung
Ab 1908 wurde die „Biblioteca Catalana“ durch Ankauf und Schenkungen anderer Bibliotheken aufgebaut. Als Startpaket wurde 1908 die Bibliothek zur katalanischen Sprache und Kultur von Marià Aguiló gekauft. Ab diesem Jahr wurde der Bibliothekskorpus durch Schenkungen und weitere Ankäufe sukzessive auf- und ausgebaut. Die Hauptarbeit der Jahre von 1907 bis 1914 bestand in der Auswahl, dem Zukauf und der Katalogisierung neuer Sammlungen. Anfang 1914 umfasste der Korpus der Bibliothek 23.890 Bände und 248 Manuskripte. 1914 erstellte man Statuten und gründete ein Patronat (eine Stiftung) für die Bibliothek. Ab diesem Jahr gab man das „Butlletí de la Biblioteca de Catalunya“ (Bulletin der Biblioteca de Catalunya) heraus, das bis 1932 regelmäßig erschien. Hierin veröffentlichte man historische, bibliografische und paläografische Abhandlungen.

### Schenkungen

#### Von 1908 bis 1914
- Bibliothek von Anton Aulèstia
- Sammlung von politischen Blättern von Isidre Bonsoms i Sicart
- Liedsammlung Gil

#### Ab 1915
- Sammlung Cervantes (Biblioteca Cervantina) von Isidre Bonsoms i Sicart
- Bibliothek zur Wissenschaft in Frankreich durch die französische Regierung
- Mehrere Bibliotheken unter anderem von Enric Prat de la Riba, Felip Pedrell, Ferran de Segarra, Narcís Verdaguer i Callís, Joaquim Miret i Sans

#### Ab 1940
- Büchersammlung von Paluzie Lucena (1940)
- Musikaliensammlungen von Martínez Imbert (1941), Joaquim Pena (1941), Sancho Marracao (1960), Manuel Burgès (1968), Higini Anglès (1970)
- Editionen der „Imitació de Crist“ von Ignasi de Janer (1941)
- Werke von Juan de la Cruz von Lluís M. Soler (1942)
- Sammlung von Bindungen und Einbänden von Hermengild Miralles (1951)
- die Hinterlassenschaft Espona-Brunet mit 40 Inkunabeln (1959)
- die Sammlung Perdigó (1963)
- die Theatersammlung Sedó-Peris (1968)
- Dokumentengabe der Buchstiftung Frederic Marès bestehend aus 31 alten Manuskripten, 92 Inkunabeln, 337 Drucken aus dem 16. Jahrhundert und anderen wertvollen Stücken (1985)

### Zukäufe

#### Von 1908 bis 1914
- Bibliothek von Marià Aguiló
- Bibliothek des Schriftstellers Jacint Verdaguer
- Bibliothek von Benedikt XIII.
- Musikbibliothek Carreras
- Manuskript der Homilien von Organyà (Homilies d’Organyà)

#### Ab 1915
- Ramon Llull Bibliothek (Biblioteca Llul·liana) von Salvador Bovè
- Manuskriptsammlung (222 Manuskripte, wovon die meisten vor dem 16. Jahrhundert datieren) von Pau Ignasi de Dalmases
- Sammlung spanischer Bücher von Eduard Toda, die in Italien gedruckt wurden
- Ein Teil der Musikalien von Isaac Albéniz

#### Ab 1940
- Buchsammlungen und Archive von Foix (1991), Maragall (1993), Carner (1994), Joaquim Renart (1995), Rovira i Virgili (1995), Guimerà (1995)

### Heutiger Bestand
Die Bibliothek besitzt aktuell:
- mehr als 1.000.000 Bände
- mehr als 3.000 Manuskripte
- 640 Inkunabeln
- eine Musikabteilung mit mehr als 12.000 Partituren
- eine Cervantes Fachbibliothek (Cervantina; eine der vollständigsten Cervantes-Bibliotheken der Welt)
- Drucke vom 16. bis zum 18. Jahrhundert
- Dokumentarische Serien
- Gravuren
- Sammlung kirchlicher Loblieder (die sog. „goigs“) und andere Texte der Populärliteratur
- Landkarten
- Zeitschriften

## Die Leiter der Bibliothek
Folgende Persönlichkeiten haben die „Biblioteca de Catalunya“ geleitet bzw. leiten sie aktuell.
- 1914–1939 Jordi Rubió i Balaguer, Philologe, Geschichtswissenschaftler und Systematiker des katalanischen Bibliothekswesen
- 1939–1972 Felip Mateu i Llopis, Geschichtswissenschaftler und Bibliothekar
- 1973–1982 Rosalia Guilleumas, Philologin und Bibliothekarin
- 1983–1987 Jaume de Puig i Oliver, Philosoph und Theologe
- 1987–1990 Anscari M. Mundó, Geschichtswissenschaftler und Paläograph
- 1990–1999 Manuel Jorba, Philologe
- 2000–2004 Vinyet Panyella, Philologin, Schriftstellerin und Bibliothekarin
- 2004–2012 Dolors Lamarca, Philologin und Bibliothekarin
- 2012–dato Eugènia Serra, Bibliothekarin